# Independência total
Independência total (en portugués: "Independencia total") es el himno nacional de Santo Tomé y Príncipe:

Coro:
Independência total 

Glorioso canto do povo 

Independência total 

Hino sagrado combate 

Dinamismo 

Na luta nacional 

Juramento eterno 

No país soberano 

De São Tomé e Príncipe 

I
Guerrilheiro da guerra sem armas na mão 

Chama viva na alma do povo 

Congregando os filhos das ilhas 

Em redor da Pátria Imortal 

Independência total, total e completa 

Construindo no progresso e na paz 

A Nação mais ditosa da terra 

Com os braços heróicos do povo 

Coro:
Independência total 

Glorioso canto do povo 

Independência total 

Hino sagrado combate 

II
Trabalhando, lutando e vencendo 

Caminhamos a passos gigantes 

Na cruzada dos povos africanos 

Hasteando a bandeira nacional 

Voz do povo, presente, presente em conjunto 

Vibra rijo no coro da esperança 

Ser herói na hora do perigo 

Ser herói no ressurgir do país 

Coro:
Independência total 

Glorioso canto do povo 

Independência total 

Hino sagrado combate 

Dinamismo 

Na luta nacional 

Juramento eterno 

No país soberano 

De São Tomé e Príncipe 

## Traducción al español
Coro:
Independencia total 

Glorioso canto del pueblo 

Independencia total 

Himno sagrado combate 

Dinamismo 

En la lucha nacional 

Juramento eterno 

En el país soberano 

De Santo Tomé y Príncipe 

I
Guerrillero de la guerra sin armas en la mano 

Llama viva en el alma del pueblo 

Congregando a los hijos de las islas 

Alrededor de la Patria Inmortal 

Independencia total, total y completa 

Construyendo en el progreso y la paz 

La Nación más dichosa de la tierra 

Con los brazos heroicos del pueblo 

Coro:
Independencia total 

Glorioso canto del pueblo 

Independencia total 

Himno sagrado combate 

II
Trabajando, luchando y venciendo 

Caminamos a pasos gigantes 

En la cruzada de los pueblos africanos 

Levantando la bandera nacional 

Voz del pueblo, presente, presente en conjunto 

Vibra recio en el coro de la esperanza 

Ser héroe en la hora del peligro 

Ser héroe en el resurgir del país 

Independencia total 

Glorioso canto del pueblo 

Coro:
Independencia total 

Glorioso canto del pueblo 

Independencia total 

Himno sagrado combate 

Dinamismo 

En la lucha nacional 

Juramento eterno 

En el país soberano 

De Santo Tomé y Príncipe 

- Datos: Q602433